# Kostel svaté Máří Magdalény (Častolovice)
Kostel či kaple svaté Máří Magdaleny je hřbitovní kostel v Častolovicích. Je spravován římskokatolickou farností Častolovice.
Kostel sv. Máří Magdalény je součástí nemovité kulturní památky, která je kromě kostela tvořena márnicí, pozemkem hřbitova a zděnou ohradní zdí, vymezující hřbitov i celý chráněný areál.
Kostel sv. Máří Magdaleny byl postaven jako hřbitovní kaple v roce 1580 paní Magdalenou z Donína, manželkou Fridricha z Oppersdorfu.Jedná se o pozdně gotický kostel v podobě jednoduché obdélníkové stavby s trojbokým presbytářem a sanktusníkem.
V lodi i presbytáři jsou lomená okna. Interiér je klenut třemi poli křížové klenby s hřebínkovými žebry a v presbytáři paprsčitou klenbou. Kruchta stojí na dvou pilířích, které pravděpodobně pocházejí z roku 1832. Obraz na hlavním oltáři je dílem J. Umlaufa z roku 1895. Reliéf Madony s Ježíškem je pozdně gotický a pochází přibližně z doby výstavby kaple.
Do současné podoby byla stavba upravena v roce 1832. Roku 1969 došlo k rekonstrukci financované ze sbírky místních občanů. Podařilo se opravit venkovní i vnitřní omítky, žlaby a malby. Na původních místech zůstaly náhrobní desky, zasazené v obvodovém zdivu. Další rozsáhlá oprava proběhla v 90. letech 20. století.

## Hřbitov
Na přiléhajícím hřbitově se nachází náhrobek rodiny Chaloupkovy od Františka Úprky a také náhrobek malíře Antonína Hudečka z roku 1941 s bustou od Ladislava Beneše. V obvodovém zdivu jsou zasazeny náhrobní desky např. faráře a spisovatele Františka Raymanna, měšťana a čestného člena sboru dobrovolných hasičů Augusta Bivsy, vrchnostenského sládka Antonína Sneidera, hospodářského ředitele velkostatku Čeňka Krütznera, vdovy po vrchním Malenovském Marie Pešinové, poštmistra a kronikáře Antonína Jelínka a jeho manželky, vrchnostenského lékaře Václava Žaluda a jeho manželky či vrchnostenského úředníka Františka Broučka. V severovýchodním obvodovém zdivu kaple je vložen náhrobek učitele Karla Tobiáška a rodiny Fikeysovy. U severní části kaple stojí v ústranní mezi keříky památník obětem prusko-rakouské války 1866.